# Nasutixalus jerdonii
Nasutixalus jerdonii is een kikker uit de familie schuimnestboomkikkers (Rhacophoridae).

## Naamgeving
De soort werd voor het eerst wetenschappelijk beschreven door Albert Carl Lewis Gotthilf Günther in 1876. Oorspronkelijk werd de wetenschappelijke naam Polypedates jerdonii gebruikt, de kikker werd lange tijd tot de geslachten Rhacophorus en Philautus gerekend. In 2016 werd de soort in het geslacht Frankixalus geplaatst, dit geslacht wordt niet meer erkend. De  geslachtsaanduiding Frankixalus is een eerbetoon aan de Vlaamse wetenschapper Franky Bossuyt. Later dat jaar werd de kikker toegewezen aan het geslacht Nasutixalus. Gezien de verschillende wijzigingen in de naamgeving staat de kikker onder verschillende wetenschappelijke namen bekend in de literatuur.
De soortnaam jerdonii is een hommage aan de Britse zoöloog Thomas Caverhill Jerdon die de eerste exemplaren van de soort in het wild verzamelde.

## Ontdekkingsgeschiedenis
De in 1870 door Jerdon verzamelde kikkers werden naar het Natural History Museum in Londen gebracht en bestudeerd door Günther. De kikker is sinds de eerste exemplaren werden gevangen meer dan honderd jaar niet waargenomen en werd als uitgestorven beschouwd. Over de kikker was dan ook lange tijd weinig bekend, tot over de soort een onderzoek werd gepubliceerd in 2016. Hierbij werd onder andere de voortplanting onderzocht. De vrouwtjes zetten de eieren af in boomholten, en voeden de larven met onbevruchte eitjes. De larven hebben zuigende monddelen die geen tandjes dragen zodat ze de eitjes makkelijk naar binnen kunnen werken.

## Verspreidingsgebied
Nasutixalus jerdonii komt endemisch voor in India en is alleen bekend rond de stad Darjeeling.